# Ginger Thompson
Ginger Thompson (...) è una giornalista statunitense.
Ha lavorato per il Chicago Tribune e successivamente per il Baltimore Sun. Per quest'ultimo, la Thompson curò assieme al suo collega Gary Cohn una serie di reportage sul Battaglione 3-16, lo squadrone della morte incaricato di reprimere l'opposizione al regime militare di Policarpo Paz García in Honduras. Il servizio valse a entrambi il Selden Ring Award e la nomination al Premio Pulitzer.
Passò poi a lavorare per The New York Times, per cui ha curato servizi sulle centinaia di omicidi di donne nell'area di Ciudad Juárez, il terremoto di Haiti del 2010, il fenomeno dell'immigrazione clandestina negli Stati Uniti e il ruolo di questi ultimi nella guerra fra i cartelli della droga messicani. Nell'aprile 2014, passa alla testata indipendente di giornalismo investigativo ProPublica.

## Premi
- Selden Ring Award: 1996[2]
- Premio Maria Moors Cabot: 2006[5]